# Лукашовка (Глобинский район)
Лукашовка (укр. Лукашівка) — село,
Купьеватовский сельский совет,
Глобинский район,
Полтавская область,
Украина.
Код КОАТУУ — 5320684903. Население по переписи 2001 года составляло 141 человек.
Лукашевка образована слиянием деревень Лукашевка (Лукаши) и Новоселовка (Новоселки) после 1912 года.

## Географическое положение
Село Лукашовка находится в 1-м км от села Купьеватое и в 4-х км от села Великие Крынки.
В селе большой пруд.

## Экономика
- Молочно-товарная ферма.